# Ridolfi di Ponte

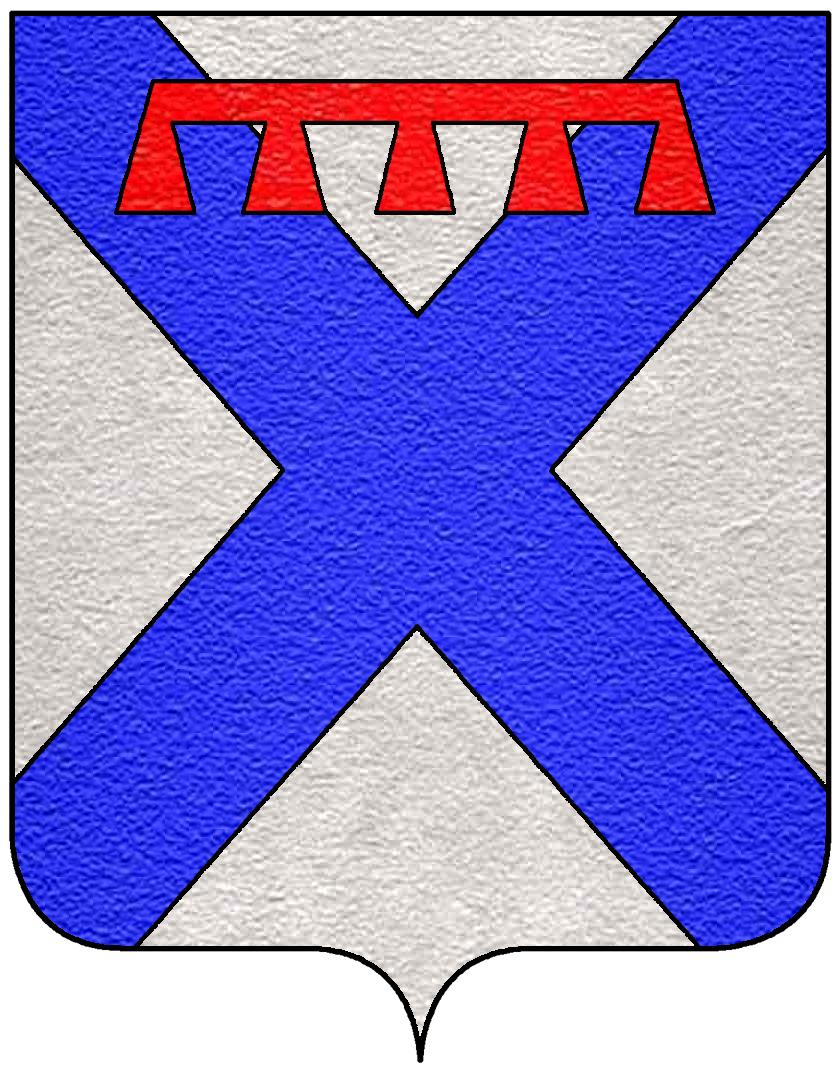
Familienwappen der Ridolfi mit fünflätzigem lambello

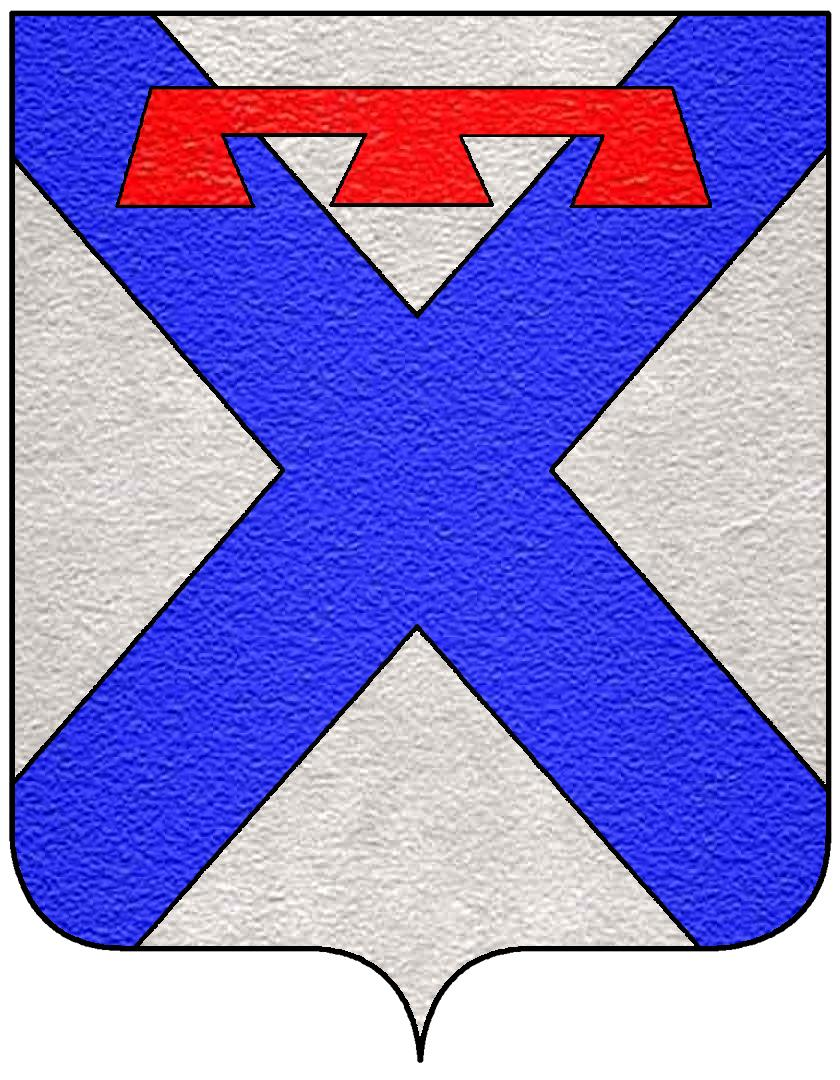
Familienwappen der Ridolfi mit dreilätzigem lambello

Ridolfi di Ponte nannte sich eine Adelsfamilie, die von der Mitte des 13. Jahrhunderts bis zur Mitte des 18. Jahrhunderts in Florenz lebte. Ihr Wohnsitz am Fuße des Ponte Vecchio ist verantwortlich für den Beinamen „di Ponte“. Er diente der Abgrenzung von den ebenfalls in der Stadt ansässigen Familien Ridolfi „di Borgo“ und Ridolfi „di Piazza“.

## Geschichte
Der Ursprung der Familie Ridolfi di Ponte ist nicht eindeutig geklärt. Eine Quelle nennt die Abstammung von Gianni di Ridolfo di Bonsignore, der 1256 Ältester und 1260 Kapitän des Florentiner Stadtbezirks Oltrarno in der Schlacht von Montaperti war und der Verwandtschaft der Canigiani angehören wollte. Eine andere Quelle gibt nur die eheliche Verbundenheit beider Familien an. Damit gilt zumindest die Herkunft aus Fiesole als gesichert. Zwischen 1287 und 1416 erlangten 12 Familienmitglieder ein Priorat der Signoria, eines davon wurde zum Gonfaloniere gewählt. Ein 1532 veröffentlichter Catalogo listet die Gonfaloniere della Giustitia mit Datum auf. Unter dem Familiennamen Ridolfi di Ponte ist Iacopo di Guerruccio für November & Dezember 1349 als Bannerträger geführt.
Der Wohnsitz befand sich am Fuße des Ponte Vecchio an der Ecke zur Via de’ Bardi, im Gonfalone della Scala (Gonfanon, Banner der Treppe), im Viertel Santo Spirito. Dies bestätigt auch der Eintrag der Familie im Libro d’oro del patriziato di Firenze (Goldenes Buch des Patriziats von Florenz) per Dekret vom 15. Februar 1751. Diesen hatte entweder Zanobi oder dessen 1693 geborener Sohn Lorenzo Bonaventura di Zanobi initiiert. Mit dem Ableben des Letzteren am 17. Januar 1758 erlosch die Dynastie. Der Besitz ging über an seine Tochter Maria Adola, Ehefrau von Pietro Mancini.
Das Familienwappen ist ein silberner Schild mit azurblauem Andreaskreuz und rotem Turnierkragen im oberen Viertel. Uneins sind die Quellen zum lambello: Mal wird er als fünflätzig angegeben, mal als angioino, also dreilätzig.

## Bibliographie
- Agostino Ademollo: Marietta de’ Ricci, ovvero Firenze al tempo dell’assedio. Racconto storico, 2. korrigierte Auflage von Luigi Passerini. Firenze (1840) 1845. Band III. books.google.de
- Iacopo Nardi: Le Historie della Citta di Fiorenza […] Le quali con tutta quella particolarità che bisogna, contengono quanto dal’anno 1494. fino al tempo del’anno 1531. è successo. Con vn catalogo de Gonfalonieri di Giustitia, che hanno seduto nel supremo magistrato della Citta di Fiorenza. Theobaldo Ancelin, Lyon 1582. books.google.de